# Gaston Pateau
Gaston Pateau, né le 11 mars 1907 à Ruages et mort le 17 janvier 1944  à Mauthausen, est un commissaire de police, résistant français, dirigeant du réseau « Liberté-Égalité-Fraternité » (LEF). Il est déporté en 1943 au camp de concentration de Mauthausen.

## Biographie

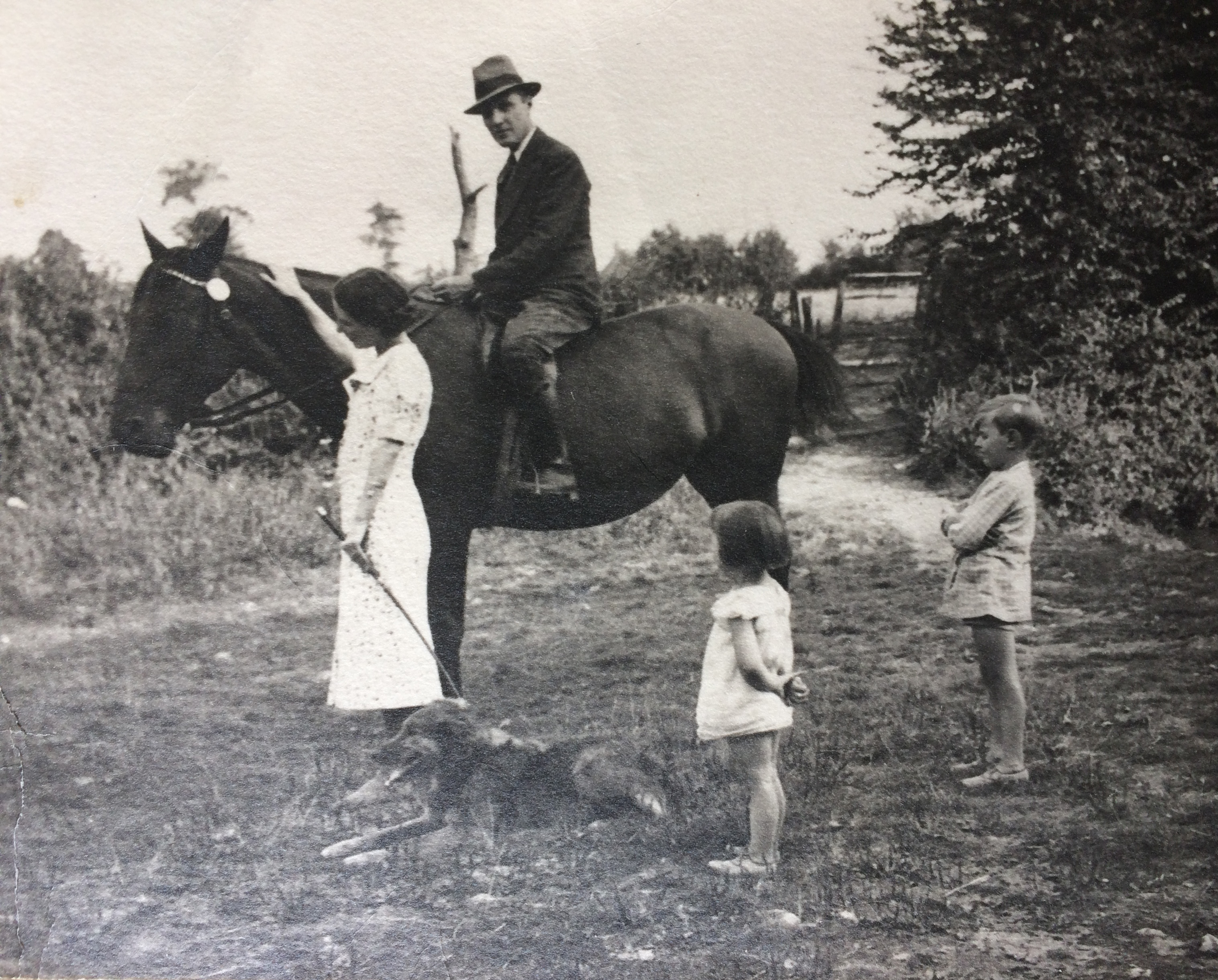
Gaston Pateau sur son cheval Liberté avec sa famille en 1937.

Gaston Louis Pateau est né le 11 mars 1907 à Ruages, une petite commune de la Nièvre. Il est le fils de Louis et d’Aurélie Pateau. Plus jeune commissaire de police de France à son époque, il est nommé commissaire spécial à la Gare de Lyon, à Paris. Il réside durant cette période au 8 rue Pommier à Villeneuve-Saint-Georges, dans le Val-de-Marne. Il est marié à Suzanne Ameille Pateau, avec laquelle il a deux enfants, Gérard et Nicole.

### Résistance
Dès 1940, Gaston Pateau intègre le réseau de résistance de Levallois-Perret et de Villeneuve-Saint-Georges « Liberté », qui devient en s’agrandissant le groupe LEF (Liberté-Égalité-Fraternité), dont il est l'un des principaux animateurs avec Albert Kirchmeyer. Pateau devient le chef de ce groupe LEF, également appelé parfois « groupe Pateau ». Après la série d'arrestations au sein de la Résistance parisienne de mars 1943 dont est entre autres victime Pateau, LEF, comme plusieurs autres organisations (L'Atelier de la Bastille, Le Comité d'Action Maçonnique, La Ligue, Le Cercle) se regroupent à l'initiative d'Albert Kirchmeyer et du colonel Gustave Eychène et prennent le nom de réseau Patriam Recuperare, en vue d'intégrer le Conseil national de la Résistance. Le commissaire Pateau était également membre du réseau Turma-Vengeance.
Pendant l’occupation allemande, Gaston Pateau devient une des pièces maîtresses d’un réseau de renseignements au sein de l’Armée des ombres, recevant de nombreux résistants dans son bureau au commissariat de la Gare de Lyon. Il sert également d’agent de liaison pour l’Armée des Volontaires en vue de sabotages de véhicules allemands. Le commissaire Pateau est par ailleurs très actif dans le recrutement au sein de la police en faveur de l'Armée des Volontaires.
Plus globalement, sur la période 1941-1943, Gaston Pateau est intimement lié au renseignement, à l’échange d’informations auprès de la Résistance concernant les agissements des Brigades spéciales, en centralisant et en triant les différentes données qui lui sont transmises, comme les noms des inspecteurs des BS qui sont lus à Radio Londres en 1942. Il se charge également des connexions entre les différentes organisations de la Résistance intérieure française, son rôle de commissaire de police étant un précieux atout pour ces différentes tâches.
Après la guerre, il est reconnu par la France comme déporté et interné résistant et membre des Forces françaises combattantes.

### Arrestation
Robert Masspacher, un résistant proche des réseaux Patriam Recuperare et Frédéric, est arrêté le 2 mars 1943 par les Brigades Spéciales, avant d’être interrogé. On apprendra après la guerre par le biais d’enquêtes de la commission d’épuration qu’en plus d’avoir détourné d’importantes sommes d’argent de la Résistance, son interrogatoire a débouché sur la dénonciation des commissaires Pateau, Aldou et Albouy, ainsi que du délégué de Jean Moulin pour la zone Nord, Henri Manhès, et de nombreuses autres personnes liées à la Résistance parisienne. Face à ces révélations, Robert Masspacher se suicide en juin 1947.
Gaston Pateau est arrêté chez lui le 3 mars 1943, avant d’être incarcéré à la prison de Fresnes le 15 avril 1943. Durant l'Occupation, ce centre pénitentiaire sert principalement à l'internement et à la torture des Résistants.

### Déportation
Le 12 octobre 1943, Gaston Pateau est envoyé au camp de torture de la gestapo de Neue Bremm. Quatre jours plus tard, le 16 octobre, il est transféré au camp de concentration de Mauthausen (matricule 37798), sous le coup du décret Nuit et Brouillard, qui visait particulièrement les membres de la Résistance. Son séjour y est atroce. Malnutrition, conditions d'hygiène épouvantables, absence de toute assistance médicale. Quelque temps après son arrivée à Mauthausen, Pateau tombe gravement malade de la dysenterie et meurt le 17 janvier 1944, à 36 ans, avant d’être jeté dans le four crématoire du camp.